# Zapp Brannigan
Pour les articles homonymes, voir Brannigan (homonymie).
Le capitaine Zapp Brannigan est un personnage de la série télévisée Futurama. Il est le militaire le plus décoré de l'Ordre démocratique des planètes.

## Biographie
Sillonnant l'univers à bord de son vaisseau, le Nimbus, Zapp Brannigan est toujours accompagné de son lieutenant (et esclave) Kif Kroker.
On apprend dans le 10e épisode de la 2e saison que le nom complet de Zapp est « Zapp Smith Brannigan ».
Il tient sa renommée du fait qu'il aurait battu à lui tout seul une horde de robots tueurs, en utilisant une stratégie pour le moins originale : les robots tueurs ayant un quota de victoires précis, il a envoyé vague après vague tous les hommes dont il disposait jusqu'à ce que les robots atteignent leur quota et tombent en panne.
Faisant partie de la dernière vague (la seule à ne pas combattre), le capitaine sort ainsi victorieux de cette bataille et sait en récolter les honneurs, bien qu'il n'ait jamais réellement participé au combat.
Une partie de sa gloire est due au fait qu'il a battu des pacifistes. 
Du point de vue sentimental, Zapp Brannigan est misogyne, ce qui ne l'empêche pas d'être très amoureux des femmes, à commencer par  Leela, mais cet amour n'est pas réciproque. Dans un épisode, il réussit cependant à coucher avec elle. Il considère que Leela est la seule femme qui l'ait jamais aimé physiquement. Zapp a vanté Leela par son côté sensible et tristounet d'enfant experts pour la saouler et coucher avec elle, ce qu'il se révèle avoir un caractère lunatique dont le côté de ce que dirait Leela un "bouffon pompeux". Depuis, Zapp tente de forcer Leela de l'aimer.   
Zapp Brannigan est principalement une caricature du capitaine James T. Kirk dans la série Star Trek originale, mais n'est pas sans laisser penser à Zaphod Beeblebrox (ou Zappy Bibicy dans certaines traductions française), le président de la galaxie complètement déjanté de la saga Le Guide du voyageur galactique, de Douglas Adams.